# Bundsförvantskriget (Rom)
Bundsförvantskriget var ett krig mellan Roms italienska bundsförvanter och romerska republiken. Den romerska republiken vann kriget, men tillerkände efter krigets slut bundsförvanterna de rättigheter de kämpat för. Efter kriget romaniserades de italiska folken.

## Före krigets utbrott
Arkeologen Mary Beard säger i sin bok om Pompeji att orsakerna till bundsförvantskriget i efterhand kan tyckas underliga. Den romerska republiken  hade i stort sett levt i fred med sina bundsförvanter sedan slutet av andra puniska kriget 202 f.Kr.. Trots detta gjorde tolv bundsförvanter uppror: marser, picener, samniter, marruciner, vestiner, peligner, frentaner, praetutiier, hirpiner, lukaner, iapyger samt städerna Pompeji och Venusia uppror 91 f.Kr. Bundsförvantskriget var förmodligen den tuffaste utmaningen för romerska republiken sedan det andra puniska kriget. 
Under 300-talet f.Kr. och 200-talet f.Kr. hade romerska republiken erövrat Apenninska halvön. Under en serie krig och slag hade romarna besegrat bland andra peligner, lukaner och vestiner. Romarna hade ett system där erövrade folk och städer fick mer eller mindre omfattande rättigheter. Denna politik går ibland under benämningen söndra och härska.
Formellt sett var socii (städerna och folken) autonoma, men i praktiken hade Rom möjlighet att kräva soldater och pengar från dem. På 200-talet f.Kr. kom mellan hälften och två tredjedelar av soldaterna i de romerska arméerna från Roms allierade. Dessutom dikterade man deras "utrikespolitik", inklusive deras förhållande till varandra.
Konsekvensen var att på Apenninska halvön fanns ett stort antal folk och städer som hade en egen kultur samtidigt som de levde under romersk hegemoni. De hade olika rättigheter, men ingen hade fullständigt romerskt medborgarskap.

### Växande behov av mark
En bidragande förklaring till varför bundsförvanterna valde att göra revolt skulle kunna vara behovet av mer odlingsmark i det agrara samhället där över åttio procent bodde och arbetade inom jordbruket. Det innebar att ägande av mark var en viktig förutsättning för välstånd. Under denna perioden växte befolkningen (vilket ökade behovet av jordbruksmark), samtidigt som jordägandet koncentrerades i och med att stora jordägare köpte upp (eller tog över) mindre egendomar och som ett resultat växte Latifundium samtidigt som romerska medborgare blev egendomslösa. Detta sågs av vissa senatorer som ett politiskt problem, eftersom småbönderna var den naturliga militära rekryteringsbasen. I detta läge blev fördelningen av romersk statsägd mark (ager publicus) en angelägen fråga.
Frågan om jordreform dominerade den romerska politiken under en period efter 150 f.Kr. En viktig grupp härvidlag var veteraner, det vill säga "pensionerade" legionärer. De var ofta söner till jordbrukare och när de återvände till hemorten upptäckte veteranerna att deras jordegendom tagits över av storägare. Några politiker, framförallt Tiberius Sempronius Gracchus drev deras sak. År 133 f.Kr. drev Tiberius Sempronius Gracchus igenom Lex Sempronia Agraria som skulle begränsa och reformera landägande.

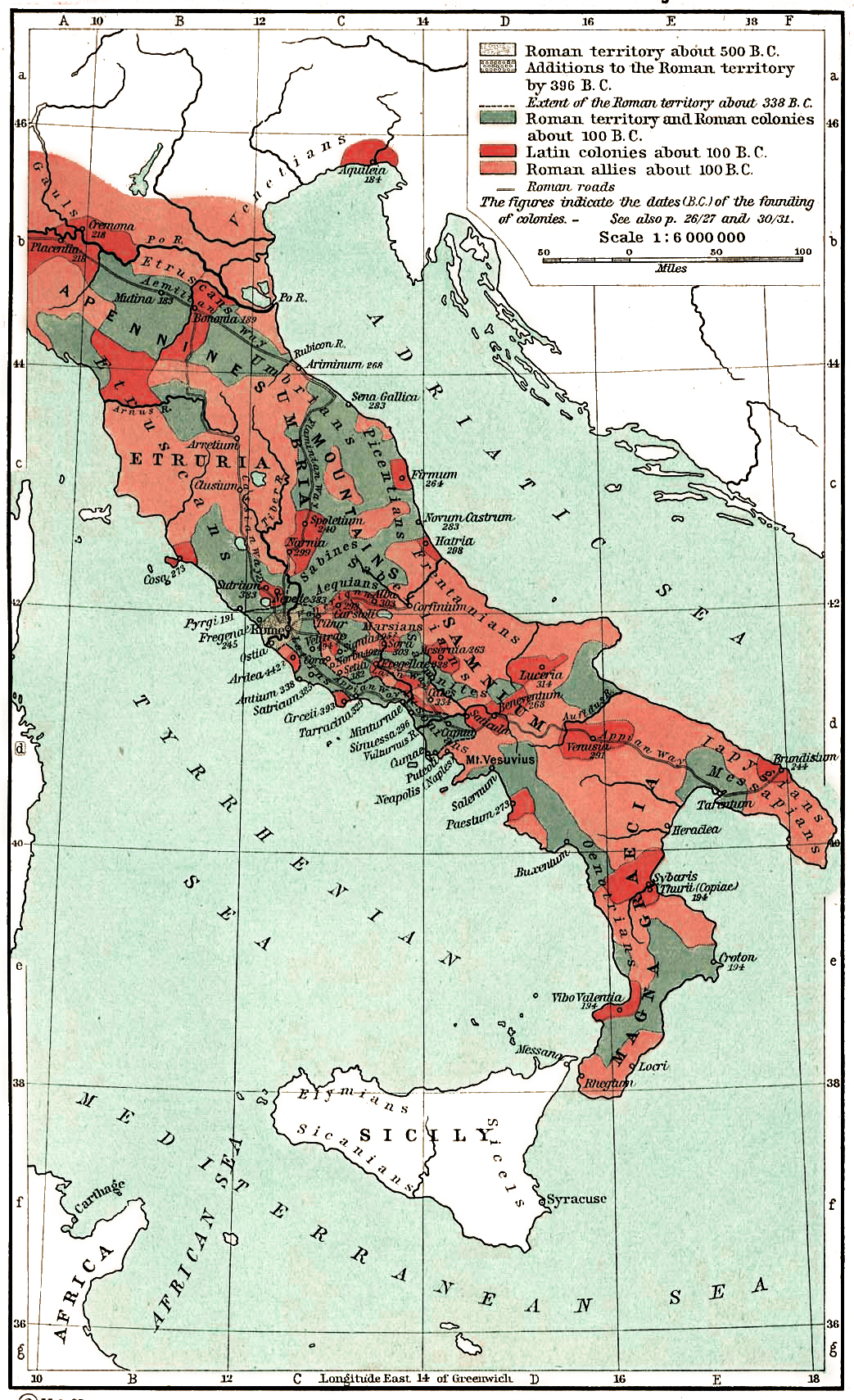
Italien innan bundsförvantskriget, med romerskt territorium i grått och grönt, och bundsförvanternas land i ljusrött

### Ägande av mark var förknippad med medborgarskap
Endast romerska medborgare och bärare av latinska rättigheter (det vill säga de latinska kolonisterna) hade rätt att äga land. Detta innebar att ager publicus inte kunde ges till bundsförvanter och att ager publicus som brukats av bundsförvanter inte kunde fortsätta att brukas av dem. Detta måste ha varit ett mycket hårt slag mot bundsförvanter, och en påminnelse om att man inte betraktades som fullvärdiga romerska medborgare.
Landreformen ledde därför till ett uppror där bundsförvanterna krävde fullvärdigt medborgarskap. En het fråga i den romerska eliten blev om bundsförvanternas krav skulle tillgodoses. Tiberius Sempronius Gracchus var medveten om de problem som hans reformer lett till, och lovade bundsförvanterna utökade medborgerliga rättigheter, men mördades innan han infriat sina löften. Istället antogs 95 f.Kr. Lex Licinia Mucia som ledde till att bundsförvanter som (felaktigt) fanns med i rullorna som romerska medborgare skulle åtalas.
Senare föreslog tribunen Marcus Livius Drusus en reform som skulle lett till ökat inflytande för Roms bundsförvanter. Reformen skulle innebära att de skulle få romerskt medborgarskap och större inflytande på den romerska yttre politiken; det vill säga beslut om krig och fördelningen av krigsbyten. Reformförslaget var mycket impopulärt bland romarna, och Drusus förlorade stödet från senaten, equites, och rika romare. Marcus Livius Drusus mördades senare, och det mesta av hans reformförslag förklarades ogiltiga
Avsaknaden av fullständiga medborgerliga rättigheter ledde till att bundsförvanterna förlorade mark, och det kan vara en viktig förklaring till varför man valde att göra revolt. En annan förklaring är att bundsförvanterna av hävd fått del i krigsbyten och land som romarna tillskansat sig runt medelhavet. Under 100-talet f.Kr. ändrades villkoren och bundsförvanterna fick inte längre ta del av dessa.

## Kriget och staten Italia
Många bundsförvanter slöt sig till revolten. Man kan diskutera vilka som valde att ställa sig utanför, och varför.  Historie-siten "ancient history"  pekar på att det var de rika områdena (som inte var lika beroende av jordbruk) som inte ställde sig bakom de andra bundsförvanterna och antyder att om samtliga berörda hade ställt sig bakom kraven hade frågan heller inte behövt leda till en väpnad konflikt. Huvudparten av bundsförvanterna som deltog i kriget var folk och städer från södra och centrala Italien.
Bundsförvanterna gick ut i krig för att de nekats romerskt medborgarskap och de kände sig inte som ett folk, utan som flera olika. Därför kan det tyckas paradoxalt att de valde att forma sig som en egen stat (Italia) med en huvudstad (Corfinum, omdöpt till Viteliu/Italia), egen senat, egna konsuler och egen myntprägling. Mynten präglades för att finansiera kriget. Mynten föreställde bland annat en tjur som kämpade mot en varg eller åtta krigare som går ed: det har tolkats som folken marser, picener, peligner, marruciner, vestiner, frentaner, samniter och hirpiner.

## Revolten i Asculum
Efter mordet på tribunen Livius Drusus 91 f.Kr. utbröt oroligheter i Asculum varpå en praetor sändes dit. Han höll ett tal som uppfattades som bestraffande och saken blev inte bättre av att han under själva talet var omgiven av sina liktorer med bilor och spöknippen. Folkmassan mördade praetorn och hans sällskap och oroligheterna eskalerade i Asculum där alla romare dödades.
Upproret spred sig snabbt genom Samnium, Apulien och Lukanien. Italien delades i två väldiga militärläger. Bundsförvanterna skickade budbärare till Rom med anbud om att lägga ned vapen om man tillerkändes medborgarskap, men detta avslogs, och istället gjorde båda sidor omfattande förberedelser.

## Den första fälttåget år90 f.Kr.

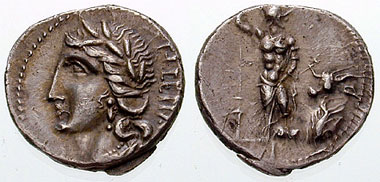
Mynt från bundsförvanternas stat Italia.

För romarna var det av flera anledningar angeläget att snabbt vinna segrar: man ville förhindra att ytterligare städer och folk anslöt sig till bundsförvanterna och man ville få tid att invänta hjälp från sina provinser. Denna hjälp kom också senare, från Gallien, Numidien, Spanien och Asien. Man lät de två konsulerna, Publius Rutilius Lupus och Lucius Julius Caesar ta varsin flank av kriget. Konsuln Publius Rutilius Lupus befann sig tillsammans med Gaius Marius och Pompeius Strabo norr om bundsförvanterna. Konsuln Lucius Julius Caesar befann sig tillsammans med Lucius Cornelius Sulla och Titus Didius söder om bundsförvanterna.
Bundsförvanterna organiserade en ordentlig armé där många tidigare hade kämpat för den romerska republiken. Bundsförvanterna ställde ursprungligen upp med 100000 man.

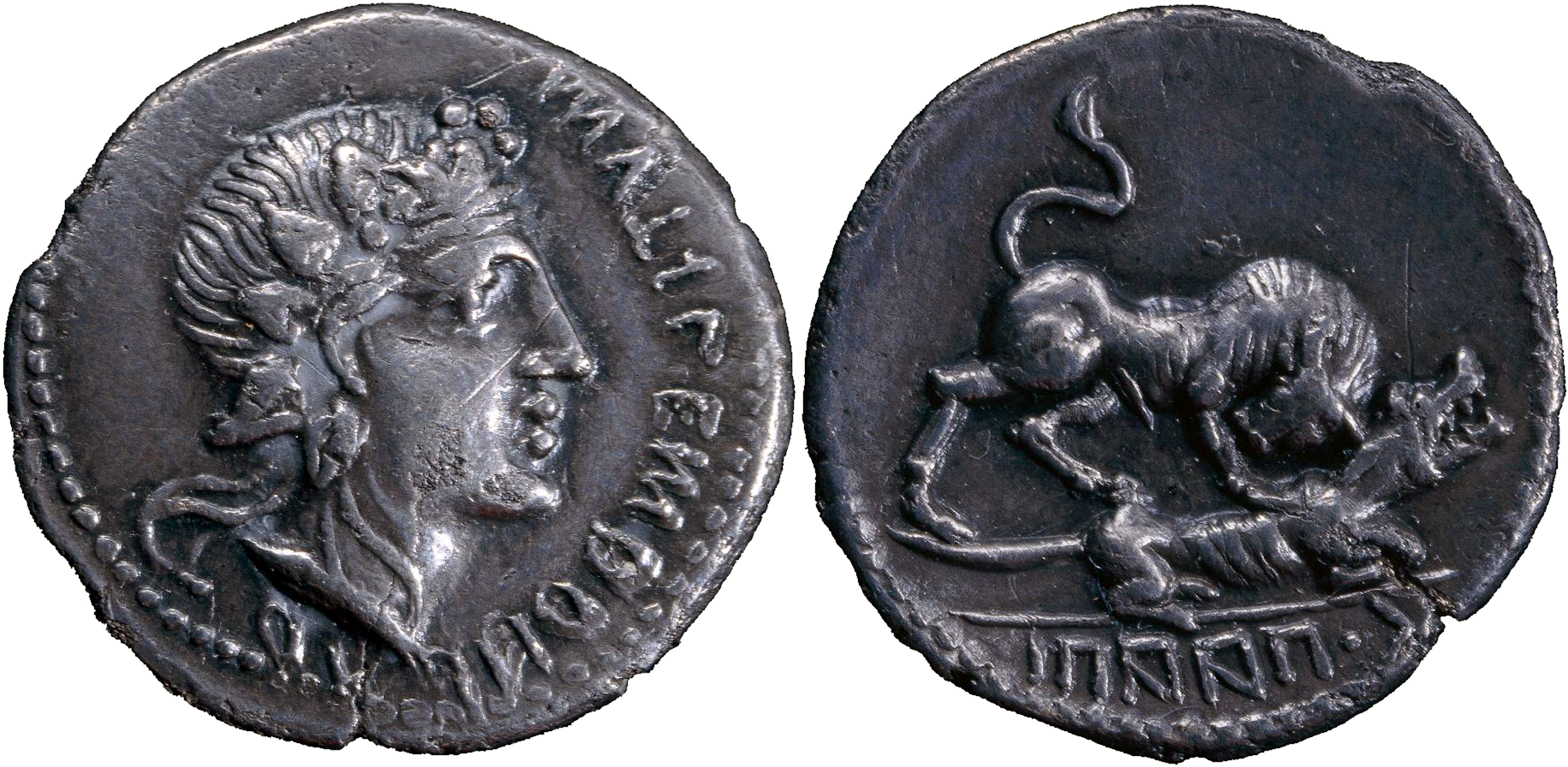
Mynt av samnitledaren Mutilius, med Bacchus på åtsidan och en varg (Roms symbol) som blir stångad av en tjur på frånsidan

Det första fälttåget var till bundsförvanternas fördel. Bundsförvanterna besegrade och dödade Publius Rutilius Lupus i slaget vid Tolenus-dalen. Bundsförvanternas Quintus Poppaedius Silo utplånar en romersk trupp. Bundsförvanterna belägrade och besegrade staden Isernia som har en geografisk nyckelposition. Vidare tar man många kampanska städer och gör raider i Apulien och Lucania. Den romerska republiken under Pompeius Strabo intog staden Asculum och Lucius Julius Caesar besegrar så småningom bundsförvanternas ledare Gaius Papius Mutilus.
Kanske nog så viktigt som de enstaka militära segrarna var de politiska medlen. På initiativ av Lucius Julius Caesar stiftades lex Julia som gav romerskt medborgarskap åt de bundsförvanter som inte gått med i upproret. På det sättet förebyggde man att upproret spred sig: etruskerna och umbrerna slöt inte upp bakom bundsförvanterna.

## Den andra fälttåget år89 f.Kr.
Trots att bundsförvanterna dominerade under krigets första år lyckades romarna undvika att låta sig besegras. Roms nya konsuler detta år var Gnaeus Pompeius Strabo (samma som föregående år) och Lucius Porcius Cato. Båda konsulerna valde att befinna sig på krigets norra front medan Sulla ensam tog kommando på södra fronten. Enligt ancient history gjorde man omflyttningar som berodde på att Marius inte ansågs hålla måttet.
Det andra fälttåget inleddes i Picenum. Romerska styrkor under Lucius Porcius Cato besegrades av bundsförvanterna i slaget vid Fucinesjön. Lucius Porcius Cato dödades. Enligt ancient history var det först i andra fälttåget, och inte i första fälttåget, som Rom under Gnaeus Pompeius Strabos tog Asculum efter det avgörande slaget vid Asculum. Sedan besegrades sabellierna och marser och därmed hade bundsförvanterna förlorat större delen av Campanien. Corfinum övergavs och ett nytt högkvarter förlades vid Bovianum Vetus, som senare intogs av Sulla. Bundsförvanternas ledare Quintus Poppaedius Silo lyckades återta Bovianum Vetus, men förlorade det åter 88 f.Kr.. När fälttåget avslutades hade större delen av bundsförvanternas områden tvingats underkasta sig. Samniterna var nästan det enda folk som höll ut.
Även detta år kombinerade den romerska republiken de militära medlen med politiska medel. Lex Plautia Papiria gav romerskt medborgarskap åt alla italienare som ansökte om det inom 60 dagar. För att splittra bundsförvanterna delades de nya medborgarna in i åtta tribus. Lagen ledde till oenighet bland bundsförvanterna, där vissa ville avsluta kriget medan andra ville fortsätta strida. Indelningen i åtta stammar innebar att trots att bundsförvanterna var så många utgjorde de i omröstningssammanhang enbart åtta av ett trettiotal valkretsar.
Än viktigare var lagen lex Pompeia som innebar att alla bundsförvanter (vare sig de deltagit i bundsförvantskriget eller inte) på Apenninska halvön upp till och med floden Po fick fullt romerskt medborgarskap.
Med andra ord ledde konflikten till att den förlorade parten fick igenom sina krav, men till en kostnad av en kvarts miljon människoliv, oräknat den väldiga förödelse som kriget skapade i syditalien.

## Krigets avslutning 88 f.Kr.
År 88 f.Kr. var bundsförvanterna i princip slagna och bara vissa motståndsfickor återstod. Kriget var slut när Pompaedius Silo besegrades. Romarna, under Sulla och Strabone, ägnade två år åt att slå ner det sista motståndet.

## Konsekvenser
Bundsförvantskriget fick ett flertal stora konsekvenser på lång sikt. 
För det första ledde det fram till att Italien söder om Po blev en stat med gemensamt medborgarskap. Tidigare hade folken haft betydande autonomi, men nu organiserades de istället som municipier med visst lokalt självstyre. Detta skapade grogrund för en romersk identitet.
För det andra blev slutet på bundsförvantskriget början på en intensiv romanisering av de italiska folken. Ganska snart förlorar de identiteten som egna folk, vilket märks bland annat genom att de folk som tidigare talat och skrivit oskiska övergår till latin. Fortfarande finns spår av de italiska stammarna, framförallt i ortnamn, men ganska snart efter bundsförvantskrigets slut assimileras folken. 
För det tredje var Sulla mycket framgångsrik i bundsförvantskriget och detta ledde till att han valdes till konsul 88 f.Kr.. Detta kom att få stora konsekvenser för den romerska republikens vidare utveckling, efter inledningen av de mithridatiska krigen samma år. 
Kejsar Caracalla gav slutligen alla fria män inom imperiet medborgarskap år 212. Under de trehundra (helt formativa) åren mellan bundsförvantkriget och denna reform var alltså medborgarskapet i väsentligt en italisk angelägenhet som skilde Italien från Roms övriga besittningar.